# Witte Boekje
Das Witte Boekje (niederländisch für Weißes Büchlein) ist ein niederländisches, alternatives, inoffizielles Rechtschreibungsbüchlein. Die alternative Rechtschreibung vom Witte Boekje wird von einer Anzahl niederländischer Medien verwendet.
Früher war das Witte Boekje eine volkstümliche Bezeichnung für den Spellingwijzer Onze Taal, eine Ausgabe des Genootschap Onze Taal. Die erste Auflage erschien im Oktober 1998; die elfte Auflage erschien 2005. Diese Ausgabe war als Korrektur des Groene Boekje (der offiziellen Rechtschreibung der Niederländischen Sprachunion) von 1995 gedacht, das für seine vielen Nachlässigkeiten und seine unvollständigen Regeln bekannt war. Der Spellingwijzer befolgte größtenteils die offiziellen Regeln des  Spellingbesluit von 1996, aber änderte auch einige Regeln etwas, was zu einer ziemlich großen Zahl von Unterschieden der beiden Wörterverzeichnisse führte. Das Weiße Büchlein schreibt dazu: „Für diejenigen Nutzer, die der offiziellen Rechtschreibung des Grünen Büchleins folgen wollen oder müssen, werden die Abweichungen von der Schreibung des Grünen Büchleins durch die Abkürzung GB angezeigt.“

## Neue Ausgabe 2006
Mit der neuen Ausgabe vom 16. August 2006 entstand ein Bruch. Das Witte Boekje, jetzt der richtige Titel, enthielt nun eine neue Wortliste. Dieses Mal folgte sie wegen neuer Proteste der offiziellen Rechtschreibung des Groene Boekje nicht. Das führte zu einer freien Wahl der Regel zum Einbau des Fugen-n in Komposita und Hunderten weiteren Ausnahmen. Journalist Ludo Permentier von der belgischen Tageszeitung De Standaard, Mitverfasser des Leitfadens des Groene Boekje und Vorstandsmitglied des Genootschap Onze Taal, bewertete die Qualität des Witte Boekje aufgrund dessen Inkonsequenz als „Pfusch“. Die niederländische Zeitung Trouw hingegen war begeistert von der neuen Wortliste und den freien Regeln.

## Boykott offizieller Rechtschreibung
Die neue Ausgabe trägt nicht das offizielle Gütezeichen der Niederländischen Sprachunion. Das Witte Boekje ist jetzt die Anleitung für eine Gruppe Institutionen, welche die neuen Rechtschreibregeln von 2005 boykottieren. Die jeweiligen Parteien – de Volkskrant, Trouw, NRC Handelsblad, Elsevier, HP/De Tijd, De Groene Amsterdammer, Vrij Nederland, Planet Internet, Tekstnet und die NOS – erklärten im Dezember 2005, nicht zur neuen Rechtschreibung zu wechseln. Sie verwenden die Rechtschreibung des Witte Boekje.

## Ablehnung desWitte Boekje
In Flandern und Suriname wurde das Witte Boekje abgelehnt. Die Rechtschreibung des Witte Boekje wird als Abweichlertum kritisiert, mit dem Argument, nur die Niederländische Sprachunion habe die Befugnis, die offizielle Rechtschreibung festzulegen.